# Peach sugar story
Peach sugar story（ピーチシュガーストーリー）は、山梨県をはじめ関東を中心に活動する女性アイドルグループ。所属事務所はK&Mミュージック。

## 概要
2012年、山梨の代表的果物である桃をアピールするため、“山梨発ウィスパーボイスで歌うアイドル”「Peach sugar snow（ピーチシュガースノー）」として結成。愛する山梨を全国に広めていくために活動を開始。
2015年8月11日にyouthsource recordsから発売されたシングル「仮初の涙」はオリコン最高位130位に初めてランクインされた。
2017年2月4日、「ピーチシュガースノー」から「Peach sleep sky（ピーチスリープスカイ）」へ名前を変更。2017年9月以降ライブを行っていない。
2019年5月12日に新メンバー瑠璃のソロユニット「Peach sugar story(ピーチシュガーストーリー)」として再デビュー。

## メンバー
- 瑠璃（るり）　山梨県南アルプス市出身。

## 旧メンバー
- あん
- ももか（小越桃香（ミスiD2015 大森靖子賞））
- あいな（広瀬愛菜）
- 山口サララ
- hana

## 略歴

### 2012年
- 12月1日、吉祥寺で行われたライブイベント「小林清美 music cute」にてデビュー。1stシングル「ひとときでも」発売。

### 2013年
- 6月5日、タワーレコードにて1stシングル「ひとときでも」の販売を開始。
- 8月17日、ご当地アイドルお取り寄せ図鑑第一回戦に出演、3776（静岡県代表）に勝利。
- 9月8日、伊勢安土桃山文化村にて行われた、「戦国アイドルまつり2013」に出演。
- 9月22日、初の山梨おもてなしライブイベントに参加。
- 10月6日、2ndシングル「じゅもん」発売。
- 10月19日、ご当地アイドルお取り寄せ図鑑第二回戦に出演、S-Qty（岡山県代表）に勝利し、準決勝進出を決める。
- 11月16日、ご当地アイドルお取り寄せ図鑑第三回戦に出演、みちのく仙台ORI☆姫隊（宮城県代表）とRev. from DVL（福岡県代表）との戦いに敗れる。
- 12月1日、吉祥寺で行われたライブイベント「小林清美 music cute&PSS誕生祭」にて1周年記念を迎える。
- 12月23日、山梨おもてなしクリスマスライブに参加。

### 2014年
- 1月12日、第1回K&Mミュージックソロオーディションで、あんが優勝。
- 3月19日、3rdシングル「人魚〜泡になって消えても〜」発売。
- 3月21日、ももか小学校卒業ランドセルさよならライブを開催。
- 3月22日、あんソロお披露目ライブを開催。
- 6月19日、アイドルがアニメソングをカバーしたコンピレーション・アルバムに参加。
- 8月2日・3日、「TOKYO IDOL FESTIVAL 2014」に初出演。
- 8月17日、第2回K&Mミュージックソロオーディションで、あいなが優勝。
- 9月26日、ミスiD2015で、ももかが大森靖子賞を受賞。
- 11月2日、山梨あいどるフェスティバルVol.1に参加。
- 11月5日、4thシングル「Xmas☆silent」発売。

### 2015年
- 1月25日、あんが学業専念のため、ももかがソロ活動へ移行のため、それぞれ卒業を発表。
- 3月15日、3人体制ラストのライブを持って、あんが卒業。
- 4月12日、2人体制ラストのライブを持って、ももかが卒業。
- 4月29日、あいなのソロ体制による新Peach sugar snowお披露目ライブ。
- 5月26日、5thシングル「さよなら惑星」発売。
- 6月30日、タワーレコードのアイドル専門レーベル「youthsource records」の第一弾参加アイドルとして発表。

### 2016年
- 7月12日、タワーレコード内に設立された南波一海主催のレーベル「PENGUIN DISC」への移籍[1]と、サララの加入を発表[2]。
- 7月17日、東京・K&Mミュージック新宿店でサララお披露目[3]。
- 8月16日、PENGUIN DISC移籍後初のリリースとなる1stミニアルバム「キミと僕のwhisper」発売[4]。
- 11月6日、あいなのPeach sugar snowからの卒業および、所属事務所のK&Mミュージックからの卒業が併せて発表された。これを受けてグループは年内で解散し、サララを中心にしてPeach sugar snowを引き継ぐ新グループが来年度に始動することが決まった。またPENGUIN DISCからも卒業することになった[5]。
- 12月4日、東京・K&Mミュージック新宿店にて「Peach sugar snowあいな卒業ライブ」開催[6]。以後、グループとしてのライブは12月いっぱいサララのみで行われた。
- 12月18日、東京・吉祥寺スターパインズカフェにて「PSS sugar party vol.8」開催。Peach sugar snowとして最後のsugar patryライブ。サララのみでの出演[7]。
- 12月30日、東京・K&Mミュージック新宿店にて「K&Mミュージック忘年会ライブ」開催。Peach sugar snowとして最後のライブ。サララのみでの出演[8]。

### 2017年
- 2月4日、東京・K&Mミュージック新宿店にて「南波一海×小林清美ぶっちゃけトークライブvol.2」開催。新しいメンバーとしてhanaが加わり、PSSの新しい名前がPeach sleep skyになることが発表された[9]。

### 2019年
- 5月12日、新メンバー瑠璃のソロユニットの「Peach sugar story」として吉祥寺STAR PINE'S CAFEで「お披露目ライブ」が行われた。「PSSテーマ」「PSSテーマ（掟ポルシェRemix版）」のCD-Rを発売(掟ポルシェRemix版の方は当日限定販売だったが後に再REMIXで販売)
- 7月10日、Peach sugar storyとして初の全国流通盤CD「森の中の赤ずきん」をリリース。
- 7月13日、「じゅもん」のCD-Rを会場限定で発売開始
- 7月27日-28日、福岡遠征で「PSSテーマ（掟ポルシェRemix版）歌い直しver.」が発売。
- 8月10日、「Peach sugar storyアコーステックワンマンライブ」がK＆Mミュージック中野店で開催された。同日「世界の終わりEND」のCD-Rが販売開始。「じゅもんアコースティック一発録音version」が当日限定で販売された
- 8月31日、山梨アイドルフェスティバルにて「人魚〜泡になって消えても〜アコースティックversion」が当日限定で販売された
- 10月2日『人魚～瑠璃色の涙』をリリース。

## ディスコグラフィー

### Peach sugar story

#### CD-R
| #               | タイトル                                                  | 発売日          | 規格            | 収録曲                                                                                       |                 |
| K&Mミュージック | K&Mミュージック                                           | K&Mミュージック | K&Mミュージック | K&Mミュージック                                                                              | K&Mミュージック |
| --------------- | --------------------------------------------------------- | --------------- | --------------- | -------------------------------------------------------------------------------------------- | --------------- |
| 1               | PSSテーマ                                                 | 2019年05月12日  | CD-R            | 1. PSSテーマ 作詞・作曲：小林清美、編曲：宇田隆                                              |                 |
| 2               | PSSテーマ（掟ポルシェRemix版）                            | 2019年05月12日  | CD-R            | 1. PSSテーマ（掟ポルシェRemix版） 作詞・作曲：小林清美、編曲：宇田隆・掟ポルシェ             |                 |
| 3               | じゅもん                                                  | 2019年07月13日  | CD-R            | 1. じゅもん 作詞・作曲：小林清美、編曲：宇田隆                                               |                 |
| 4               | PSSテーマ（掟ポルシェRemix版）歌い直しver.                | 2019年07月27日  | CD-R            | 1. PSSテーマ（掟ポルシェRemix版）歌い直しver. 作詞・作曲：小林清美、編曲：宇田隆・掟ポルシェ |                 |
| 5               | 世界の終わりEND                                           | 2019年08月10日  | CD-R            | 1. 世界の終わりEND 作詞・作曲：小林清美、編曲：宇田隆                                        |                 |
| 6               | じゅもんアコースティック一発録音version                   | 2019年08月10日  | CD-R            | 1. じゅもん 作詞・作曲：小林清美                                                             |                 |
| 7               | 人魚〜泡になって消えても〜アコースティックversion         | 2019年08月31日  | CD-R            | 1. 人魚〜泡になって消えても〜 作詞・作曲：小林清美                                           |                 |
| 8               | カード戦士飛弾せりな～第４話泣き虫編(ウイスパーカバーver) | 2019年10月05日  | CD-R            | 1. カード戦士飛弾せりな～第４話泣き虫編(ウイスパーカバーver) 作詞・作曲：小林清美            |                 |

#### コンピレーション・アルバム
- EDGE BEAT IDOL vol.1 -アニソンカバーEDITION-（necomimi tunes、NECO-001、2014年6月19日）
  - ラムのラブソング (「うる星やつら」より)
  - Eternal Blaze（「魔法少女リリカルなのはA's」より）

- Japan Idol File 2（T-Palette Records、TPRC-0126、2015年3月10日）
  - 人魚〜泡になって消えても〜（DISC 1）

## 主なイベント

### 2016年
- 1月24日、sugar party LIVE（ライブハウス天空馬）
- 2月14日、PSS sugar patry〜vol.2 Valentine day💛（花小金井TSP）※出演：Peach sugar snow、魔女っ子見習生RELISH、3776、センチメンタルウインク
- 3月27日、PSS sugar party vol.3（吉祥寺スターパインズカフェ）※出演：Peach sugar snow、サトウトモミ、ちょこみるく
- 4月17日、PSS sugar party vol.4（ライブハウス天空馬）※出演：Peach sugar snow、里咲りさ、センチメンタルウインク オープニングアクト：飛弾せりな
- 5月15日、PSS sugar party vol.5（吉祥寺スターパインズカフェ）※出演：Peach sugar snow、3776、ユメトコスメ、小林清美 オープニングアクト：飛弾せりな